# 蒙帕纳斯大道
蒙帕纳斯大道（法語：Boulevard du Montparnasse）是法国巴黎蒙帕纳斯地区的一条大道，跨巴黎第六区、巴黎十四区和巴黎十五区。

## 位置
蒙帕纳斯大道的两端分别联结莱昂-保尔·法尔格广场（place Léon Paul Fargue）和卡米尔‧朱力安广场（place Camille Jullian）两个广场。蒙帕纳斯大楼和1940年6月18日广场（place du 18 juin 1940）也位于沿线。
- 蒙帕纳斯大道99号：菁英咖啡馆（Le Select）
- 蒙帕纳斯大道102号：圆顶餐厅（La Coupole ）
- 蒙帕纳斯大道105号：圆亭咖啡馆（Café de la Rotonde）
- 蒙帕纳斯大道108号：多摩咖啡館（Le Dôme ）

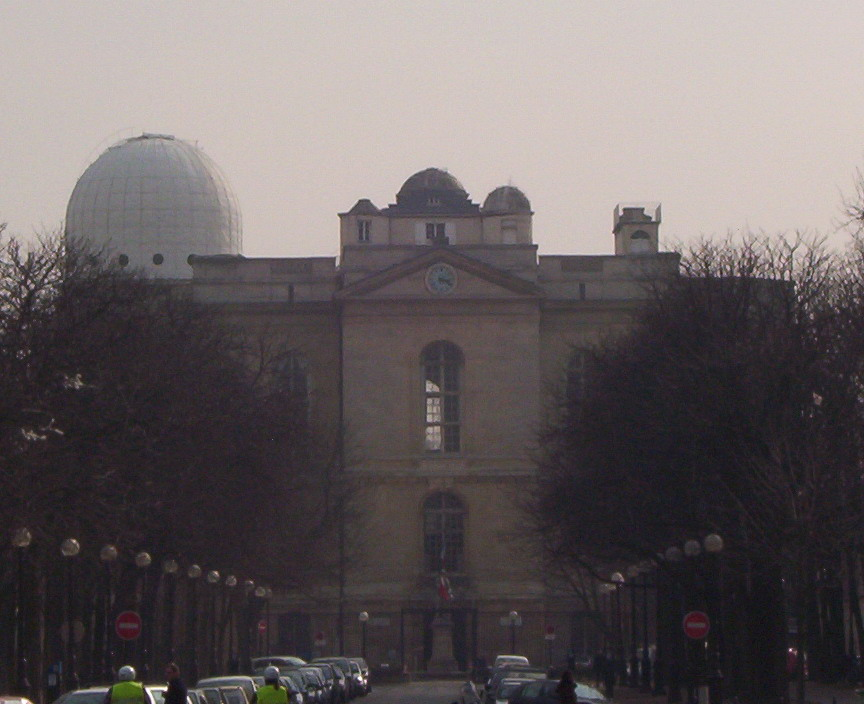
天文台